# Liberales de Andorra
Liberales de Andorra (L'A; en catalán: Liberals d'Andorra) es un partido político de centroderecha de Andorra. Forma parte del ALDE y también está afiliado a la Internacional Liberal.

## Historia
En el año 1992 un grupo de liberales de las parroquias de Andorra la Vieja y Las Escaldas-Engordany crearon el partido político Unión Liberal (UL).
En el año 1994 la lista encabezada por Marc Forné Molné ganó las elecciones generales. A partir de entonces, los liberales gobernaron el país de forma ininterrumpida durante 11 años, hasta 2005. En los comicios de 2001 fue el único partido del Principado en obtener representación en las siete parroquias. Ese año se adoptó el nombre de Partido Liberal de Andorra, más conocido como PLA.
El último presidente del Gobierno Andorrano liberal fue Albert Pintat Santolària, que ganó las elecciones de 2005 con una mayoría simple. Tuvo que negociar un acuerdo de gobierno con el CDA para poder ser investido presidente.
Al final de esa legislatura, en las elecciones de 2009, la formación pasó por su peor momento y estuvo a punto de desaparecer.
En 2011, con motivo del Congreso del Partido Liberal de Andorra, un grupo de militantes planteó la renovación de la formación y la necesidad de reestructurar sus bases y postulados. El nuevo equipo encargado de la dirección del partido provenía sobre todo de la sección joven del PLA. La nueva ejecutiva tenía la misión de renovar al partido liberal.
A partir de ese punto, se intentó crear una nueva marca. Se dejó de lado la palabra Partido y la formación pasó a llamarse Liberales de Andorra (L'A) en 2012. Con este nuevo nombre, se marcó el objetivo de quedar como primera fuerza política en los comicios del año 2015.
En las elecciones generales de ese año Liberales de Andorra consiguió ocho escaños y fue el principal partido de la oposición en el Consejo General. En las elecciones comunales, con la suma de independientes en sus listas, consiguió representación en seis de las siete parroquias del país. En este caso, también fue el principal partido de la oposición. 
En las elecciones generales del 2019 consiguió cuatro escaños, bajando cuatro frente al resultado anterior. Dejó entonces de ser la segunda fuerza, que pasó a serla el Partido Socialdemócrata de Andorra. Los liberales formaron coalición con el partido Demócratas con el cual forma parte del primer gobierno de coalición del país, ocupando cuatro ministerios. 
El 6 de mayo de 2021, Liberales pasó a ocupar tres ministerios tras una modificación del Gobierno de Andorra: el Ministerio de Presidencia, Economía y Empresa; el Ministerio de Fomento y Vivienda; y el Ministerio de Asuntos Sociales, Juventud e Igualdad.
El 14 de junio de 2022, los diputados, Ferran Costa y Marimon, Marc Magallon y Font, Eva López y Herrero y Silvia Ferrer Ghiringhelli, anunciaron su baja de militancia del partido, dejando Liberales de Andorra sin representación en el Consell General de Andorra. El mismo 14 de junio de 2022, la ministra de Asuntos Sociales, Juventud e Igualdad, Judith Pallarés y Cortés, anunció su renuncia a militar en el partido.
Desde junio de 2022, Liberales ocupa dos ministerios en el Gobierno de Andorra: el Ministerio de Presidencia, Economía y Empresa, y el Ministerio de Ordenamiento Territorial y Vivienda.
Marc Forné Molné, fundador del partido el año 1992, anunció la baja de militancia por la deriva conservadora y antiliberal de la Ejecutiva del partido elegida en las primarias en mayo del 2022.

## Líderes
La siguiente gráfica detalla la duración de los presidentes del partido desde que fueron elegidos hasta su dimisión del cargo, indicando la fecha de los cambios de nombre del partido y tomando como punto de partida el año 1991.

### Presidencia
| Nombre (Nacimiento-muerte) | Nombre (Nacimiento-muerte)         | Imagen | Período en el cargo     | Período en el cargo     |
| Nombre (Nacimiento-muerte) | Nombre (Nacimiento-muerte)         | Imagen | Inicio                  | Final                   |
| -------------------------- | ---------------------------------- | ------ | ----------------------- | ----------------------- |
|                            | Marc Forné Molné (1946-)           |        | 1992                    | noviembre del 2005      |
|                            | Albert Pintat i Santolària (1943-) |        | noviembre del 2005      | abril del 2009          |
|                            | Jordi Gallardo Fernández (1976-)   |        | 14 de junio del 2012    | 5 de septiembre de 2023 |
|                            | Cristina Rico                      |        | 5 de septiembre de 2023 | Presente                |

### Consejo General
| Elecciones | Candidato                  | Votos | %     | Escaños | +/–   | Posición       | Gobierno                                        |
| ---------- | -------------------------- | ----- | ----- | ------- | ----- | -------------- | ----------------------------------------------- |
| 1993       | Marc Forné i Molné         | 2694  | 22,81 | 5/28    | Nuevo | 2.º            | Oposición                                       |
| 1997       | Marc Forné i Molné         | 3543  | 40,5  | 16/28   | 11    | 1.ª            | Mayoría absoluta                                |
| 2001       | Marc Forné i Molné         | 4739  | 44,1  | 15/28   | 1     | 1.ª            | Mayoría absoluta                                |
| 2005       | Albert Pintat i Santolària | 5100  | 41,21 | 14/28   | 1     | 1.ª            | Mayoría                                         |
| 2009       | Joan Gabriel i Estany      | 4747  | 32,34 | 11/28   | 2     | 2.ª            | Oposición como parte de la Coalición Reformista |
| 2011       | No se presentó             | -     | -     | 0/28    | 11    | No se presentó | No se presentó                                  |
| 2015       | Josep Pintat i Forné       | 4073  | 27,68 | 8/28    | 8     | 2.ª            | Oposición                                       |
| 2019       | Jordi Gallardo Fernández   | 2219  | 12,55 | 4/28    | 4     | 3.ª            | Coalición                                       |
| 2023       | Josep Maria Cabanes Dalmau | 893   | 4,66  | 0/28    | 4     | 5.ª            | Extraparlamentario                              |

### Elecciones Comunales
| Elecciones | Votos | %     | Escaños | +/–   | Posición       |
| ---------- | ----- | ----- | ------- | ----- | -------------- |
| 1995       | 1531  | 21,8  | 10/80   | Nuevo | 2.ª            |
| 1999       | 3187  | 38,1  | 24/80   | 14    | 1.ª            |
| 2003       | 4.466 | 40,8  | 48/80   | 14    | 1.ª            |
| 2007       | 6078  | 46,6  | 46/80   | 2     | 1.ª            |
| 2011       | -     | -     | 0/80    | 46    | No se presentó |
| 2015       | 3498  | 26,3  | 10/80   | 10    | 2.ª            |
| 2019       | 4469  | 31,44 | 7/80    | 3     | 4.ª            |

## Miembros Notables
- Marc Forné Molné
- Juli Minoves